# Dick Clair
Dick Clair (nascido Richard Jones; 12 de novembro de 1931 – 12 de dezembro de 1988) foi um produtor de televisão, ator e escritor de televisão e cinema americano, mais conhecido pelos seriados de televisão It's a Living, The Facts of Life e Mama's Family.

## Juventude
Clair nasceu Richard Jones em São Francisco, Califórnia. Serviu no exército por dois anos, de 1955 a 1957. Nunca se casou nem teve filhos.

## Carreira
No início dos anos 1970, Clair apresentou comédias de marido e mulher para The Ed Sullivan Show e The Dean Martin Show com sua parceira de redação Jenna McMahon. Clair foi roteirista de episódios de The Mary Tyler Moore Show e The Bob Newhart Show, além de seu roteiro vencedor do Emmy Award para o programa de TV de comédia The Carol Burnett Show. Com Jenna McMahon, ele escreveu e produziu os seriados de televisão It's a Living, The Facts of Life e Mama's Family.

## Envolvimento da criónica
Clair foi um dos primeiros membros da Cryonics Society of California na década de 1960. Em 1982, ele contribuiu com US$ 20.000 para a organização criônica Trans Time, para que um marido e sua mulher pudessem permanecer criopreservados em nitrogênio líquido. Ele foi diagnosticado com AIDS em 1986. Quando foi hospitalizado em 1988, enfrentou oposição do hospital e do estado da Califórnia em relação ao seu desejo de tratamento criônico. A batalha judicial que se seguiu (Roe v. Mitchell, com Clair como "John Roe") terminou vitoriosa, estabelecendo o direito legal das pessoas de serem preservadas crionicamente no estado da Califórnia.

## Morte
Clair morreu em 12 de dezembro de 1988, de múltiplas infecções relacionadas à AIDS, aos 57 anos. Ele foi criopreservado na Alcor Life Extension Foundation.